# おかえりっ!〜夕凪色の恋物語〜
『おかえりっ!〜夕凪色の恋物語〜』（おかえりっ ゆうなぎいろのこいものがたり）は、アルコエンターテイメントから発売された恋愛アドベンチャーゲーム。

## ゲーム概要
2001年2月2日発売。元はパソコン用ゲーム『おかえりっ!〜夕凪色の恋物語〜』として発売されたが、後にディースリー・パブリッシャーによりPS、DCのSIMPLE1500(2000)シリーズ『THE 恋愛アドベンチャー おかえりっ!』というタイトルで発売された。特に内容の変更は無い。

## キャラクター紹介
太平 洋平（）
声：なし
本作の主人公。 大学3年で20歳。幼い頃過ごした姫神島に教育実習のため戻って来た。東京で一人暮らしをしているが、実習中は幼馴染である篠原渚の実家の民宿で生活することになる。恩師である三島先生には頭が上がらない。

### メインヒロイン
篠原 渚（）
声 - 坂本真綾
17歳。洋平の幼馴染で妹的存在の女子高生。毎日高速船で本土の高校へ通っている。明るく篠原家の家事をこなすしっかり者。洋平をお兄ちゃんと呼び慕うが、からかい過ぎると平手打ちしてくる。自分の進路について悩みを抱えている様子。実家は民宿「しのはら」を営んでいる。
姫神 澪（）
声 - 池澤春菜
17歳。島を統括している由緒ある旧家・姫神家の一人娘。姫神島やそこに住む生き物全てが大好きで、いつも彼らの幸せを願っている。巫女でもあり、天候を予知するなど不思議な能力を持つ。
藤崎 晶（）
声 - 川澄綾子
17歳。洋平が教育実習に来るのと同時期に家族と島に移転してきたコギャルの女子高生。田舎である島での生活を嫌っており、以前住んでいた東京に帰りたいと思っている。渚とは違う学校に通っている。
板東 光（）
声 - 西村ちなみ
19歳。泳ぎが得意で魚を自分で獲って食べるなど、サバイバルに近い生活をしている。明るくおおらかな性格で関西弁で話す。父親の教育方針で学校に通っておらず、義務教育も受けていない。
高倉 波美（）
声 - 加藤優子
27歳。島唯一の医師兼学校の養護教諭の女性。仕事が無い時は、診療所で子供たちに本の読み聞かせをしている。いつも一人で居る亜紀のことを気にかけている。

### サブヒロイン
小山田 由美子（）
声 - 静木亜美
28歳。港の売店で働いている。洋平が中学生か高校生くらいだと思い込むほどの童顔。何かと忙しい素振りを見せる、ドジなメガネっ子。
篠原 緑（）
声 - くまいもとこ
渚の妹で、10歳の小学4年生。洋平の教育実習の教え子となり、洋平を洋平先生と呼び慕う。
嵐山 時夫（）
声：億田明子
22歳。洋平や渚の幼馴染。男性だが、外見は女性そのもの。島一番の漁師でもある。

### その他 登場人物
姫神 摩耶（）
声：三五美奈子
11歳の小学5年生。姫神家の分家の娘。澪を尊敬しており、彼女の世話をしている。非常に頭が良く、当主の澪の母に代わり姫神家の代表者として大人相手に指揮をとることもある。
藤崎 潮（）
声 - 今橋かつよ
10歳の小学4年生。晶の弟。姉とは違い、島での生活に馴染んでいる。
立花 亜紀（）
声 - 竹間千ノ美
10歳の小学4年生。無口で無表情だが、他人と関わるのが嫌というわけではない。
篠原 修一郎（）
声 - 渋谷善助
50歳で渚と緑の父。島で花を栽培し、輸出する事業の会社を営んでいる。仕事が忙しいため、家にはあまり帰ってこない。
板東 武士（）
声 - 真砂勝美
45歳で光の父。熊みたいな風貌だが、実は博士号を持つ秀才。現代の教育制度には否定的で光を学校に通わせなかったが、光がひらがなの読み書きや九九が出来ないことはさすがに限度を超えていると思っている。
三島先生（）
声 - 今井洋子
52歳の小学校の先生。洋平の教育実習の指導教諭で、彼が小学生だった時に世話になった先生でもある。
お婆さん（）
声 - 竹間千ノ美
75歳位。民宿「しのはら」で働く。特徴的な笑い方をする。
幸介（）
声 - 宇宙人
20歳。主人公の友人で、大学の同級生。

## メインテーマ曲
作品の随所で流れるメインテーマ曲は、モーリス・ラヴェルによるピアノ曲「亡き王女のためのパヴァーヌ」。